# Giverville
Giverville là một xã thuộc tỉnh Eure trong vùng Normandie miền bắc nước Pháp.